# 555 (Hélène Gestern)
555 est un roman d'Hélène Gestern paru en janvier 2022 aux éditions Arléa et ayant reçu la même année le grand prix RTL-Lire.

## Sujet
Le roman a pour sujet, la découverte d'une partition dont l'auteur pourrait être le compositeur italien Domenico Scarlatti.

## Personnages
Grégoire Coblence, ébéniste. Marié à Florence, qui l'a quitté sans explication.
Giancardo Albizon, luthier réputé. Son atelier jouxte celui de Grégoire Coblence, qui restaure des meubles anciens et des étuis d'instruments à cordes.
Manig Terzian, claveciniste de renommée mondiale.
Rodolphe Luzin-Farge, musicologue, spécialiste de Scarlatti.
Joris De Jonghe, riche collectionneur belge, veuf qui vit dans le souvenir de sa femme.
Ces cinq personnages sont les narrateurs successifs et alternés de l'intrigue, Chacun intervenant en treize courts chapitres.
Florence, l'épouse de Grégoire Coblence, clôt le roman dans une longue lettre adressée à Grégoire Coblence, son mari,  dans laquelle elle explique pourquoi elle l'a quitté et donne la clé de l'énigme qui est le fil du roman, autour d'une partition inconnue de Scarlatti, qui s'ajouterait aux "555" répertoriées.

## Résumé
Grégoire Coblence découvre une partition ancienne dans un étui de violoncelle qu'il est chargé de rénover. Elle suscite l'intérêt de Giancardo Albizon, qui a de graves problèmes d'argent à cause de dettes de jeu pour lesquelles il subit des menaces de mort de la part d'un "Polonais". Surmontant sa timidité naturelle, Grégoire obtient, par l'intermédiaire de son ami luthier, d'être reçu par Manig Terzian. La claveciniste déchiffre la partition et la joue devant Grégoire. Elle est enthousiaste car elle croit reconnaître dans cette pièce splendide la main de Scarlatti. Or cette partition, déposée dans l'atelier du luthier, disparaît ainsi que deux violons, lors d'un cambriolage.
Dès lors, toute l'intrigue du roman se noue autour de cette partition. Est-elle authentique ? Comment s'est-elle trouvée dans cet étui de violoncelle à l'insu de son propriétaire ? Chaque personnage se découvre une raison vitale de la retrouver. L'ébéniste pour la rendre à son propriétaire. Le luthier pour la revendre au collectionneur. Le musicologue pour relancer sa carrière. La claveciniste pour l'ajouter à son répertoire. Le collectionneur pour rendre hommage à la grande mélomane qu'était sa femme disparue.

## Récompense
Le roman reçoit le 15 mars 2021, le grand prix RTL-Lire.

## Éditions
- Hélène Gestern, 555, Paris, Arléa, 2022, 448 p. (ISBN 978-2-3630-8284-8)..